# Obsessions (téléfilm)
Pour les articles homonymes, voir Obsessions.

Obsession(s) est un téléfilm français réalisé par Frédéric Tellier, diffusé le 10 février 2010 sur France 2.

## Synopsis
À Créteil, un crime ritualisé fait bouillonner le SRPJ : une femme a été découverte dans son appartement, la poitrine ouverte. La brigadière de police Sarah Lisbourne veut se joindre aux équipes chargées de l’enquête, son chef le commissaire Gravier refuse. Seule à croire en la thèse du tueur en série, Sarah décide de mener sa barque seule, de manière illégale.
Très vite, Sarah fait le lien avec le mode opératoire de Victor Greuche, un autre tueur en série abattu huit ans plus tôt par un officier du SRPJ nommé Luc Soubeillon. Sarah se rapproche de Soubeillon qui travaille à présent aux archives du SRPJ. L’homme, marginal, profondément aigri refuse d’abord de l’aider, puis s’attache progressivement à cette jeune enquêtrice qui ne lâche rien. 
Ensemble, presque dans la clandestinité, ils font avancer l’enquête mais n’empêcheront pas la mort d’une deuxième victime retrouvée, elle aussi, la poitrine ouverte. Le tueur semble s’attaquer à des greffés du cœur. Pourquoi ?
Et pourquoi Sarah rend-elle régulièrement visite en toute discrétion à Marc Douelec, tueur en série incarcéré en maison d'arrêt, pour lui réclamer « les chiffres » ?

## Fiche technique
- Réalisation : Frédéric Tellier
- Scénario : Franck Thilliez
- Musique originale composée et réalisée par Christophe La Pinta
- Durée : 90 min
- Pays :  France
- Dates de diffusion : France 2 - Mercredi 10 février 2010
- Produit par : LITTLE BIG - Christophe Carmona et François Charlent

## Distribution
- Émilie Dequenne : Sarah Lisbourne
- Samuel Le Bihan : Luc Soubeillon
- Olivier Sitruk : Thierry
- Lionnel Astier : Gravier
- Lannick Gautry : Lucas Prudhomme
- Michaël Vander-Meiren : Crombe
- Maxime Lefrançois : Dibtel
- Nathalie Besançon : Claire Bataille
- Denis Lavant : Marc Douelec
- David Krüger : le technicien I.P.J.